# Hoy me voy
"Hoy Me Voy"  é uma canção gravada pelo cantor de cantor colombiano Juanes com participação da cantora brasileira Paula Fernandes. Lançado como single através de download digital em 24 de março de 2012, e foi extraída do álbum Juanes MTV Unplugged, de Juanes.

## Antecedentes e gravação
Juanes teve a ideia de gravar com Paula Fernandes depois que o produtor executivo o-mostrou uma apresentação da cantora e mais tarde quando um fã enviou um vídeo de Fernandes cantando "Pra Você". A canção foi gravada 2 de fevereiro de 2012 no New World Center, em Miami Beach, Estados Unidos.
"Hoy Me Voy" foi escrita por Juanes, Paula Fernandes e Juan Luis Guerra, sendo produzida pelo ultimo. "Hoy Me Voy" já havia sido adicionada as faixas dos álbuns Juanes MTV Unplugged de Juanes e Meus Encantos de Paula Fernandes, quando a gravadora decidiu lançar a música como single. A faixa foi lançada como single através de download digital em 24 de março de 2012.

## Interpretações ao vivo
No Brasil, Juanes fez sua primeira apresentação, o show decorreu em 27 de junho no teatro Geo e teve a participação de Paula Fernandes. Juanes ficou impresionando com o público e comentou: "Como não estive aqui antes. São Paulo estou sem palavras." Em 15 de junho seguinte, a dupla interpretou a canção no programa televisivo, Altas Horas da Rede Globo. A canção foi adicionada a set list da turnê mundial do cantor Juanes MTV Unplugged Tour, bem como a turnê da cantora.

## Recepção da crítica
"Hoy Me Voy" foi comentada nas análises de Juanes MTV Unplugged. David Jeffries do site Allmusic e Mauro Ferreira dos Notas Musicais elogiara a canção, bem como os trechos em português compostos por Fernandes. Carlos Quintana elogiou a participação de Fernandes na canção e disse, que ela deu uma nova cara a faixa. Lorry Rohter do The New York Times foi mais crítico e impugnou a performance vocal da cantora escrevendo: "A voz de Fernandes é até agradável, mas seu modo de tentar imitar a voz de Juanes é hedionda."

## Desempenho nas paradas
| Paradas musicais (2012)           | Melhores posições |
| --------------------------------- | ----------------- |
| Brasil - Billboard Brasil Hot Pop | 55                |

## Créditos de elaboração
Créditos adaptados do encarte do álbum Juanes MTV Unplugged.
| - Juanes - composição, co-produção, vocal - Paula Fernandes - composição, vocal - Juan Luis Guerra - produção - Pedro Alfonso - guitarra, violão - Raquel Borges - vocais auxiliares - Gustavo Borner – mixagem, masterização | - Miguel Angel Mejia – voz de fundo - Jean Rodriguez – voz de fundo - Marc Zimet – engenheiro - Nick Baxter – assistente de engenheiro - Dave Poler – assistente de engenheiro - Juan Pablo Fallucca – assistente de engenheiro |